# MMXII
MMXII es el título que recibe el segundo álbum de estudio de la banda española de power metal sinfónico Phoenix Rising (antes conocidos como Quinta Enmienda) que vio la luz en el año 2012 bajo el sello discográfico Sonic Attack. Con este disco la banda tenía como fin enfocarse tanto a España como al resto del mundo y por eso ha sido grabado en dos lenguas: en español (para España y Latinoamérica) y en inglés (para el resto del mundo). A partir de abril, este disco es reeditado para Japón bajo el sello discográfico Hydrant Music.

## Lista de canciones

### Versión inglesa
1. Tenebris Revelantur
2. Agoraphobia
3. The Chosen One
4. Last Eternal Night
5. Fury and Rage
6. My Love Still Remains
7. Abaddon
8. Exodus
9. Lost Souls
10. Nova Era

### Versión española
1. Tenebris Revelantur
2. Agoraphobia
3. La profecía
4. Noche Eterna
5. Rabia y Dolor
6. El cielo y la tierra
7. Abaddon
8. Éxodo
9. Almas Errantes
10. Era de Luz

## Alineación
- Miguel González Calvo - voz y guitarra
- Daniel Martínez del Monte - guitarra y coros
- Jesús M. Toribio - teclados y orquestaciones
- Sergio Wild - bajo
- Iván Méndez - batería